# Pseudocythere caudata
Pseudocythere caudata är en kräftdjursart som beskrevs av Georg Ossian Sars 1866. Pseudocythere caudata ingår i släktet Pseudocythere och familjen Bythocytheridae. Arten är reproducerande i Sverige. Inga underarter finns listade i Catalogue of Life.